# ぬかびら温泉

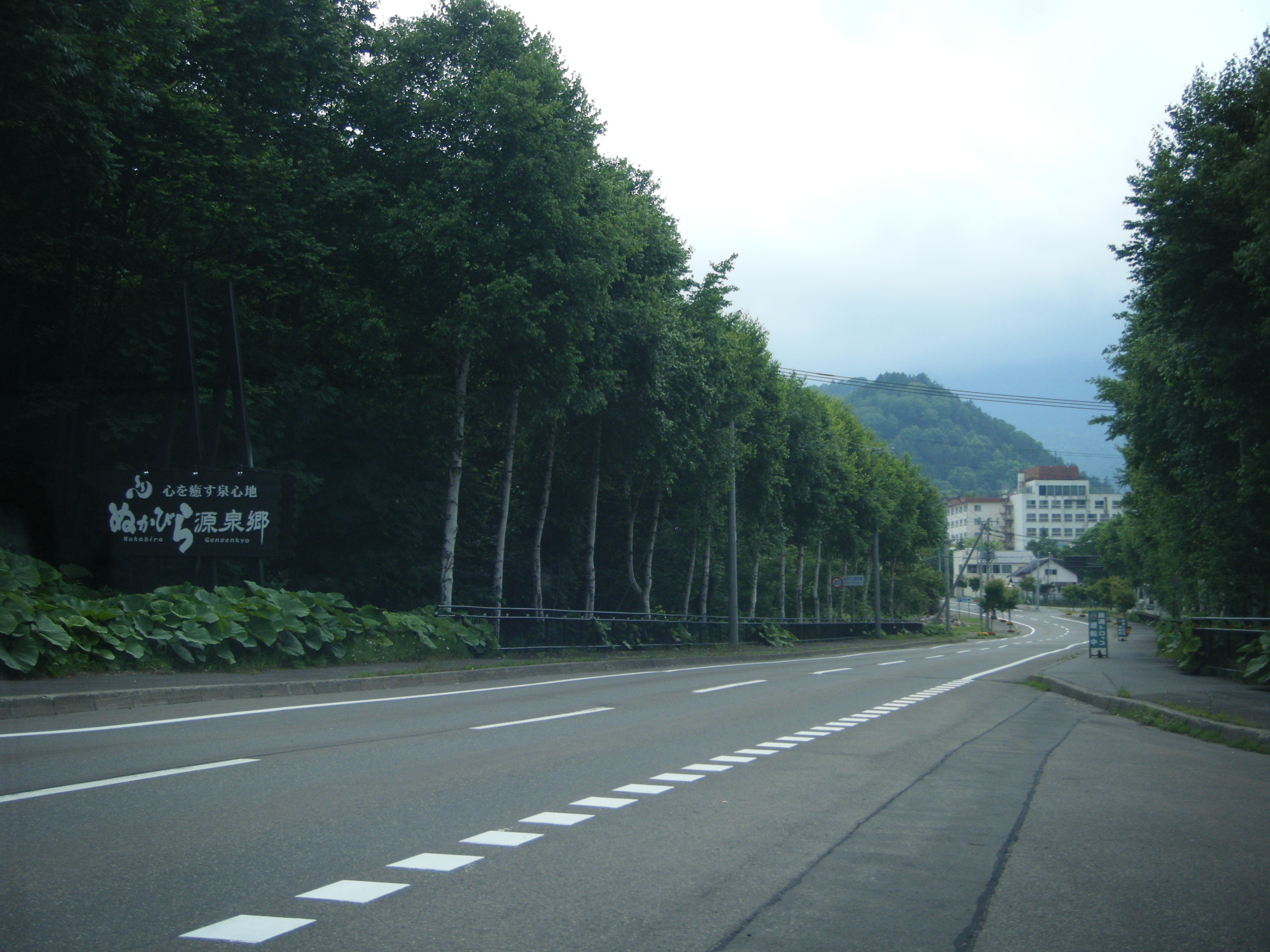
ぬかびら温泉入口

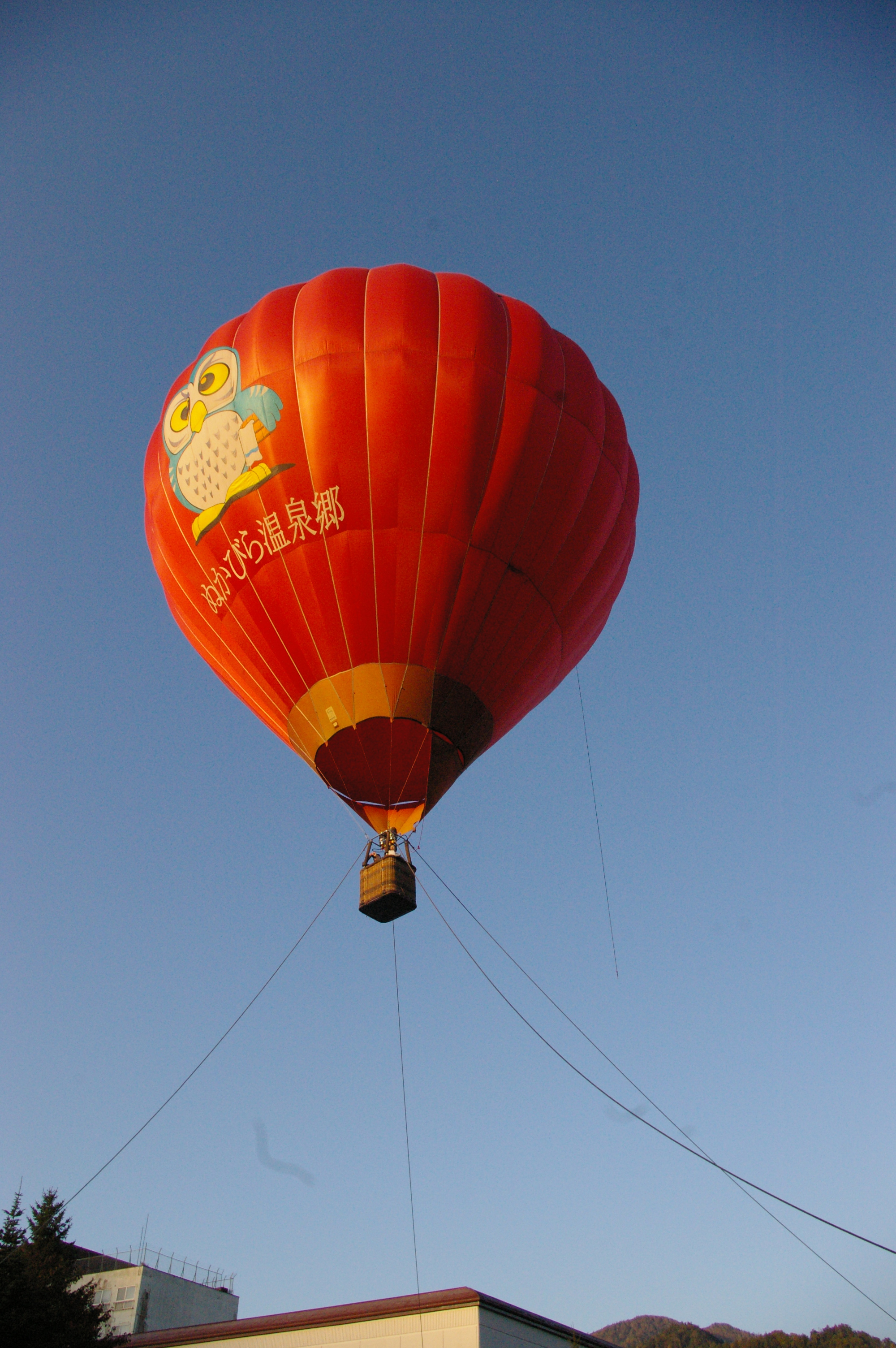
ぬかびら温泉での熱気球体験搭乗

ぬかびら温泉（ - おんせん）は、北海道河東郡上士幌町にある温泉。

## 泉質
- 単純温泉、弱食塩泉、重曹泉 源泉井によって多少異なる。
  - 源泉温度50〜60℃
  - 湯は無色透明、ただしわずかに硫黄由来の湯の花が出る。全施設で掛け流し。一部の施設を除いて飲泉可。

## 温泉街
大雪山国立公園内にあり国道273号沿いの糠平湖南側に位置する。9軒のホテル・旅館・ユースホステル、及び数軒の飲食店等が温泉街を形成している。
それぞれの宿泊施設では日帰り入浴でも利用することができ、複数の旅館・ホテルで日帰り入浴が可能な湯めぐり手形も販売されている。旅館組合で「源泉かけ流し宣言」を行っており、全施設がかけ流しである。ただし、源泉が高温のため沢水で加水を行っている施設がある。また、湯元館前には無料の足湯がある。
かつて温泉街には現在経営中のホテルを凌ぐ規模を持ったホテルが存在していたが、2003年（平成15年）に倒産閉鎖された。その後は放置され、警備体制にも不備が多く、敷地内に人が無断侵入するケースが相次ぎ、施設の荒廃が進んだ。施設内外の引き払いの処理がされていないために建物内には備品が放置されたままになっており、建物は風雪による劣化が進んで廃墟と化していた。解体は権利関係が複雑な上に莫大な費用が掛かるため、目処が立たない状態であったか、2014年（平成26年）にホテルの建物と従業員宿舎を同町が競売で取得し、国が譲り受け解体して跡地を足湯などがある公園となった。
温泉街には他に、大雪山国立公園の自然や昆虫の標本が展示されている「ひがし大雪博物館」や、旧国鉄士幌線糠平駅跡に「上士幌町鉄道資料館」も設置されている。早朝には熱気球体験搭乗を行っていたが、2014年5月末日で終了となった。
周辺施設としてはぬかびら源泉郷スキー場、国設ぬかびらキャンプ場、北海道遺産に選定されたタウシュベツ川橋梁をはじめとする「旧国鉄士幌線廃線跡コンクリートアーチ橋梁群」がある。

## 歴史
- 1919年（大正8年）に当地にある旅館「湯元館」の初代館主が原生林の中に湧出する温泉を発見。
- 1924年（大正13年）「湯元館」の営業を開始、開湯。
- 1934年（昭和9年）には15軒の宿が営業、十勝の奥座敷として、また林業従事者の利用で賑わっていた。
- 1937年（昭和12年）、糠平まで鉄道が開通。
- 1987年（昭和62年）、鉄道廃線。
- 2007年（平成19年）6月、糠平温泉旅館組合が北海道庁で「源泉かけ流し宣言」を発表[3]。
- 2009年（平成21年）、地名が「糖平」と間違われやすい等の理由により、温泉地区の字名が「糠平」から「ぬかびら源泉郷」と変更[4][5]。

## アクセス
バスでのアクセス
- 帯広駅バスターミナルより約1時間30分（十勝バス51系統）
- 旭川駅より約2時間30分（十勝バスなど「ノースライナーみくに号」）
- 層雲峡温泉より約1時間10分（同上）